# مطار ماركوفو
مطار ماركوفو (بالروسية: Аэропорт Марково) (IATA: KVM) هو مطار يقع في ماركوفو ، في منطقة تشوكوتكا ذاتية الحكم في روسيا. ابتداءً من الأربعينيات من القرن الماضي ، كانت ماركوفو واحدة من ثماني محطات على طريق ركاب إيروفلوت الأساسي من موسكو إلى أنادير.

## التاريخ العسكري
بحلول عام 1951، أفادت المخابرات الأمريكية أنه يتم بناء مطار لقاذفات توبوليف تو-4 في ماركوفو. ومع ذلك، اختار الاتحاد السوفيتي بدلاً من ذلك بناء عدة قواعد ترحيل للقاذفات على طول الساحل الشمالي، التي يمكن تزويدها بشكل أفضل عبر طريق البحر الشمالي. واستمرت المخابرات الأمريكية في مراقبة ماركوفو كقاعدة محتملة للقاذفات توبوليف تو-22م (باكفاير) حتى عام 1980.